# Møllerens Gule Ærter
Møllerens Gule Ærter er et granulat af forkogte modnede ærter, som bruges til at tilberede retten gule ærter. 
Metoden til at forkoge de gule ærter er opfundet af civilingeniøren Agnar Bang Moltke, som i 1956 blev ansat som laboratoriechef hos Svendborg Boghvede- og Havremølle, som oprindeligt stod bag produktionen af Møllerens Gule Ærter. Det tog omkring to år at udvikle metoden, som også kan bruges sammen med andre typer bælgfrugter.

## Produkter
Svendborg Boghvede- og Havremølle A/S, der også har stået bag produkter som Foska Havregryn, startede produktionen af gule ærter allerede i 1923 under navnet Foska Gule Ærter, som var afskallede og flækkede tørrede ærter.

## Ejerskab
I 1963 blev Svendborg Boghvede- og Havremølle købt af den amerikanske morgenmadsproducent Kellogg's, som derved også overtog produktionen af gule ærter. Da Kellogg’s i 1997 nedlagde produktionen i Danmark, genoplivede virksomhedens tidligere fabriksdirektør, Ove Boenæs, Svendborg Boghvede- og Havremølle A/S, der producerede Møllerens Gule Ærter, indtil forretningen blev overtaget af Valsemøllen A/S i 2007. 
Valsemøllen er i dag ejet af den svenske familievirksomhed Finax, som dermed også ejer Møllerens Gule Ærter.